# Pablo Stoll

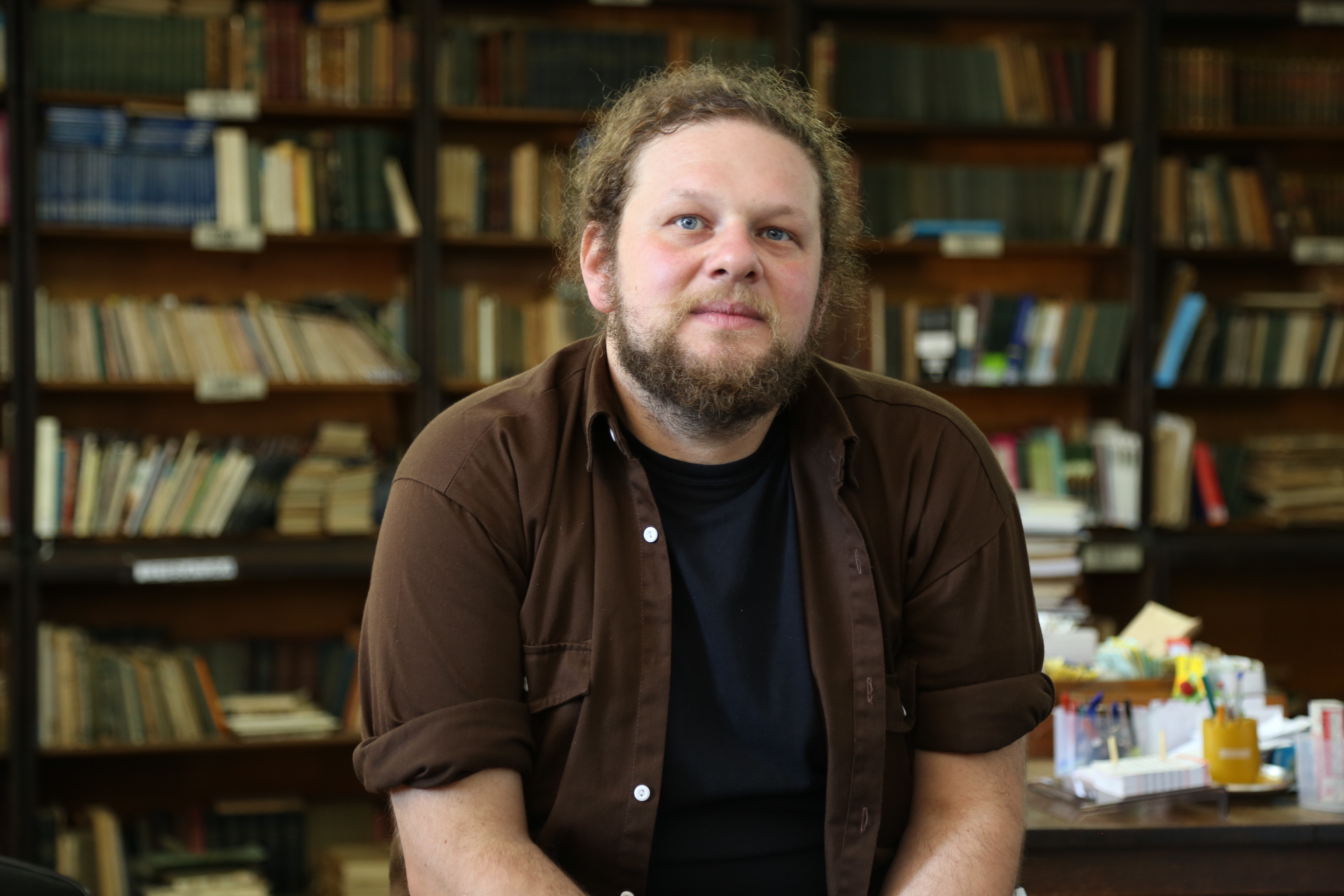
Juan Pablo Rebella (2013)

Pablo Stoll (* 13. Oktober 1974) ist ein uruguayischer Drehbuchautor und Regisseur.

## Leben
Gemeinsam mit Juan Pablo Rebella realisierte er 2001 seinen ersten Spielfilm 25 Watt, der auf Filmfestivals in Rotterdam, Havanna und Buenos Aires ausgezeichnet wurde. Der zweite Film des Duos, Whisky, wurde 2004 beim Filmfestival in Cannes, beim Tokyo International Film Festival und beim Sundance Filmfestival preisgekrönt.
Er hat weitere Filme alleine gedreht, wie 3.